# アドベンチャー・タイム
『アドベンチャー・タイム』（Adventure Time）は、カートゥーン ネットワークで作られたファンタジー・アニメーション作品およびコミック作品。

## 概要
核爆弾で崩壊した後に魔法が復活した世界を舞台に、勇者に憧れる人間の少年フィンと魔法の犬ジェイクの親友コンビが、地球唯一の大陸「ウー大陸」で冒険を繰り広げる剣と魔法のシニカルファンタジーコメディ。
本作は、ニコロデオンのランダム・カートゥーンズ（オーイェイ・カートゥーンズ!のスピンオフ）枠で放送された、フレドレター・スタジオ制作の短編アニメを基にしている。放送終了後にインターネット上で人気を博したこの短編アニメをカートゥーンネットワークが購入し、30分番組として作ることが決定した。2010年3月11日に予告編が放送された後、同年4月5日に本放送が開始された。この番組は視聴者からの評判もよく、批評家たちからも肯定的な意見をもらい、商業的に成功している。なお、この番組のレーティングはTV-PGである。

### 日本での放送
2012年5月6日からの本放送開始に先駆け、第1シーズン第1話がウェブ上で先行公開された。本放送のほか、YouTubeとニコニコ動画の公式チャンネルでも動画が配信されている。同年8月8日には、日本語版DVD第1巻が松竹によって発売され、以後発売が続いている。
2015年3月19日には、TOKYO MXで放送が開始された。地上波テレビ局での放送は初めてである（第1・2話：毎週木曜日19:00 - 19:30、第3話以降：毎週木曜日18:30 - 19:00→毎週金曜日19:30 - 20:00）。2017年12月22日に105話で放送終了した。DVDには未収録の英語音声も副音声で聞くことが出来る。その後、TOKYO MXで平日16:30 - で再放送され、2018年9月13日で105話で放送終了。
2016年4月5日からはBSプレミアムにて、『ぼくらベアベアーズ』（We Bare Bears）と合わせて放送された。
2018年3月1日より関西テレビにて、毎週金曜2:55 - 3:27（木曜深夜）に放送。
2019年6月1日よりBS11にて、毎週土曜18:30 - 19:00（アニメ+枠）にて放送。
2019年8月2日よりTOKYO MX2にて、105話から放送再開。ここで漸く地上波テレビ局で105話以降が初めて放送されることになった。毎週金曜18:30 - 19:00。

## 起源
ウォードは、この番組のスタイルはカリフォルニア芸術大学で学んだことと、自身がストーリーボード・アーティストとして参加したen:The Marvelous Misadventures of Flapjackの影響を受けていると話している。
彼は宮崎駿の『となりのトトロ』といった美しいものだけでなく、『ザ・シンプソンズ』や『ピーウィーのプレイハウス』（en:Pee-wee's Playhouse）といった破壊的なユーモアからも影響を受けていると話している。

## 製作

『アドベンチャー・タイム』はストーリーボード主導で物語が描かれる。つまり、本作のストーリーボード・アーティストは脚本家でもある。アーティストはボードのテンプレートに沿ってキャラクターの動きや会話の下描きを行う。

多くのテレビアニメは放送局の重役に企画を提出して通してもらえたものが元になっているが、カートゥーン ネットワークは、『アドベンチャー・タイム』の制作チームが自然にできるようにさせ、ストーリーボードやアニマティックを用いたコミュニケーションがとれるようにした。カートゥーン ネットーワークのコンテンツ事業部部長のロブ・ソーチャーは、ストーリーボードを用いることによって、視覚効果を作り出すことに特化しているアニメーターが放送局側とうまくやっていき、脚本家とアニメーターが共同作業をすることでいろいろなことを学び成長していくと、カートゥーン ネットワーク側が考えたからであると話している。
この番組の脚本家やストーリーボード・アーティストの多くは、インディーズ・コミックの影響を受けている。ウォードは彼らを"とても頭が切れる連中"とみなし、第3シーズンに向けて、より霊的で、奇妙なアイディアを出してくれると期待している。
en:The A.V. Clubとのインタビューでウォードは1週間前にどのようなことをしたかを脚本家同士で話し合うことから番組作りが始まると話した。彼は、「たくさんの時間がある中で、考えが煮詰まったとき、私たちはどんどん思いついたことを言い合います。その内容の多くは使えそうにないもので、このようなやりとりをひどいと思う方もいるかもしれませんが、いいアイデアが出てきて、話を進ませることができます。」と話している。また、ウォードはこのアニメがファンタジーTRPG『ダンジョンズ&ドラゴンズ』から大きな影響を受けていることも話している。製作総指揮のフレッド・セイバートも、このアニメのスタイルを『フィリックス・ザ・キャット』やマックス・フライシャーの作品と比較しつつも、そのスタイルはTRPG『ダンジョンズ&ドラゴンズ』やコンピュータゲームからも影響を受けていると話している。
『アドベンチャー・タイム』に携わる前、このゲームに夢中になったスタッフは多かったが、テレビ番組向けに脚本を書いたり調整をしたりするのに手いっぱいで、実際に遊ぶ時間がなかった。ウォードは、忙しくて遊べない脚本家たちが、実際に遊ぶ代わりに『ダンジョンズ&ドラゴンズ』にあったらいいなという要素について話し合うことになったと話している。
大まかな概要が出来上がった後、それはストーリーボードの担当者に手渡され、ストーリーボードに寸描するのに1週間の時間が与えられた。
ウォードとクリエイティブ・ディレクターらは、そのストーリーボードを見て評価をし、注を付ける。それからまた一週間ストーリーボードの担当者は注を読んで理解し、ストーリーを改善していく。ウォードは、このような作業を経て話が完成していくのに9か月はかかっていると話している。
キャラクターデザイナーのアンディ・リステイノは、このアニメはほぼすべて手描きであると話している。
手描き以外の技術が使われた回として、第2シーズンの『ゲームに夢中』（原題："Guardians of Sunshine"）が挙げられ、この回ではゲームの世界を模すために、3Dレンダリングが用いられている場面がある。その場面を描く際、 Ke Jiang（中国語：江軻）が補助アニメーターの座につき、一人でモデリングから飾り付け、そしてアニメーション化までをこなした。
第5シーズンに放送される予定の"A Glitch is a Glitch"という回では、アイルランドの映画製作者兼脚本家のデヴィッド・オライリーが参加することになっている。オライリーの公式ツイッターによると、彼は独自の3Dアニメーションを本編中で用いる予定であると話している。
ウォードは、この番組をダーク・コメディとして描いており、「私はダークコメディがおきにいりです。なぜなら、幸せな気分と恐怖が同時に味わえるからです。特に、手に汗を握る状況なのに、幸せな気分になれるという、相反した感情を存在させるというのが、私の好きなやり方です。そして、この番組にもそういう要素がたくさんあると私は考えています。」と話している。
ウォードはこの番組の物語には"カートゥーン的ドタバタ"がないことをあげ、そのかわりに番組内で魔法がでてきたり、キャラクターが番組の世界に触れたときの内部整合性を確保しようと脚本家が悪戦苦闘するといった、ある種の物理法則が働いていることを明かした。
なお、この番組はTV-PG指定されていることについて、ウォードはインタビューで、そのレイティングを番組に押し付けないでほしかったと話し、「レイティングのことは考えたことがありません。（中略）スタッフ全員も作品の売り上げについて考えていません。我々はただかわいいものや、素敵なものが好きなだけなのです。」と述べた。
2014年10月、雑誌『ローリング・ストーン』でのインタビューにおいて、ペンデルトン・ウォードは第5シーズンの途中で、製作総指揮をアダム・ムトーに引き継いでもらうが、自身は脚本及びストーリーボードアーティストとして製作現場に残ることを明かした。なお、製作総指揮を降板した理由は、関連商品の展開が肥大しすぎて、ややこしくなったためである。
2018年に完結する事が発表され、同年9月3日に完結した。
最終回の『冒険は続いていく』では、プリンセス・バブルガムとマーセリンがキスをした事で恋人関係が明確に描写されたが、アダム・ムトーによると、元のストーリーのアウトラインでは2人のシーンには"have a moment"（少し時間がある）とだけ書かれていて、元はキスをする予定では無かった。だが、ストーリーボードを担当するハンナ・K・ニストロムによって"come on!"（さあ!）と大きな感嘆符が書かれ、キスの描写が加わったという。

### 設定
この番組の舞台となる架空の大陸『ウー大陸』は、マッシュルーム戦争（"Great Mushroom War"）と呼ばれる核戦争により荒廃してから1000年たち、魔法が復活した世界である。
番組が完成する前、ウー大陸はただ単に魔法が存在する世界にしようかと、スタッフたちは考えていた。氷漬けになったビジネスマンが氷解し、フィンたちと出会う『燃えるビジネスマン』（原題：Business Time）以降、この作品に突如として世界の終末を思わせるような雰囲気が漂い、ウォードはスタッフがその雰囲気を現在も保ち続けていることに注目しており" 、後にキャンディ王国の地下に暗闇が広がっているという設定をつけ加えた。
ウォードは、これらの終末的要素は番組をめちゃくちゃにするために加えたわけではないことを話している。
実際、終末的要素の表現は、「背後に車が埋まっていても、だれも何も言わない」程度のものに抑えられている。ウォードは番組中の終末的要素は1979年の映画『マッドマックス』 から影響を受けていることを認識している。
出演者であるケニーは、これらの要素は、プロットの穴に埋まるようにして組み込まれていることを話し、共演者であるディマジオもウー大陸に絶対何か秘密があると感じていると話している。
ウォードは、この核戦争の詳細は番組を進めるうえで重要なカギとなっていると認めているが、「どんなにウー大陸が暗い歴史を抱えていても、そのことについては番組中ではあまり触れず、うやむやにするだろう」と話している。

### オープニングテーマおよび劇伴音楽
当初ウォードが考え書き起こしたオープニング映像のラフ画は、クレイジーで下らないスケッチが連続するもので、これから始まるへんてこな冒険のテーマを暗喩する内容となっていた。
具体的に言うと、「キャラクターがでたらめにお化けやモンスターを殴ったり、あちこち跳ねまわったりするもので、最後は核爆弾の落下でしめる」といったもので、このバージョンについてウォードは後に凄く馬鹿らしいと振り返っている。
彼はこのバージョンをカートゥーン ネットワークに送ったが、好意的な返事は来なかった。そこで彼は『ゆかいなブレディー家』のオープニングに似た、より写実的なバージョンを描いた。完成したバージョンは、『ザ・シンプソンズ』や『ピーウィーのプレイハウス』のように、ウー大陸のあちこちを行き来するようにカメラが移動しシンセサイザーの音色がゆっくりと上がっていき、フィンとジェイクが互いの拳をあてて、音が途切れたところからメインテーマが始まる。オープニングのアニメーション制作は、まずウォードがラフ画を描き、それをレイアウト担当者に手渡し、より具体的な絵へと発展させていくという手法がとられている。オープニングのアニメーションのうち、パット・マクヘイルはアイスキングの登場シーンで彼に特徴的な笑みをさせた。その一方で、制作スタッフは吸血鬼のマーセリンの影をきちんと入れるのに苦労した。メインテーマが始まった後に、単色の背景にフィンとジェイクの顔の横にそれぞれの役名が出てくる場面について、ウォードは2007年の映画『スーパーバッド 童貞ウォーズ』のへのオマージュが含まれていると話している。そのシーンは番組放送前、一度修正を受けた。
主題歌である "Adventure Time"において、ウォードは歌唱のほかにもウクレレで参加している。この主題歌はパイロット版でも用いられていたが、その時使用された楽器はウクレレではなくギターだった。ウォード曰く、ウクレレの音色は高いため、彼自身も高い声で歌っており、彼は「ウクレレに合わせようと努力した」と振り返っている。クレジットが流れる場面で使用されるのは、オープニングのテンポを上げたバージョンであった。このことについて、ウォードは、「オープニングテーマの収録はアニメ制作スタジオで行われ、使われたマイクもちっぽけなものだった。私たちはテーマソングを収録した後、編集し、完成したものをカートゥーンネットワークに送りました。その後、試しにまた録音してみたけど、どうも気に入らなくて…テンポを上げたバージョンの方が気に入っていたんです」と振り返っている。なお、日本語版はフィン役の朴璐美とジェイク役の斎藤志郎が歌っている。
この番組のBGMの多くが『シューシュー言う音やギシギシいう音』に満ちている理由について、ウォードは番組のメイン作曲家であるケイシー・ベイシッチスがアパートの一室に海賊船を建てその中に住んでおり海賊船の床板の軋みといった様々な音に囲まれて過ごしているからであると話している。番組が進むにつれ、ベイシッチスの友人であるティム・キーファーがサブ作曲家として参加し、現在では二人で作曲するという体制をとっている。
この番組には多くの劇中歌が用いられており、原語版における多くのキャラクターソングは出演者本人が歌っている。マーセリンの "I'm Just Your Problem"やフィンの "All Gummed Up Inside"といったようにキャラクターソングの多くは劇中における彼らの感情を表した内容である。前述のとおり、劇伴はキーファーとベイシッチスが製作しているが、劇中でキャラクターが歌う歌はストーリーボードの担当者が製作することが多い。たとえば、『パパは魔王』（原題："It Came From the Nightosphere"）でマーセリンが歌った"Fry Song"は、その回のストーリーボードの担当者であるレベッカ・シュガーが制作した。『パパは魔王』制作中、ウォードがビートボックスを行いシュガーがウクレレで奏でる形で、二人で"Fry Song"を演奏した。最終的に『パパは魔王』は放送されたが、シュガーはその演奏について、すごくひやひやするような体験だったと振り返っている。
製作会社であるフレドレター・スタジオは、デモ版やキャラクターソングのフルバージョンの投稿を行っている。

## 登場人物

### メインキャラクター
フィン（Finn）
声：ザック・シャダ （パイロット版）、 ジェレミー・シャダ/日：朴璐美
本名フィン・マーティンス。本作の主人公である7シリーズサイボーグ人間の少年で、放送開始時は12歳で、物語終盤になると17歳にまで成長している。（英語版ではフィンの声優は当時14歳だったため物語序盤から終盤にかけて声変わりをしている。）常に白い帽子を被っているが、その下は金髪。やんちゃだが正義感が強く、グリーン・フィールドにあるツリーハウスにてジェイク、ビーモとともに暮らしている。パイロット版では製作者のペンデルトン・ウォードからとったペンという名前だった。
当初はプリンセス・バブルガムのことが好きであったが、彼女が自分に気が無いことを知り、失恋する。ジェイクの計らいでフレイム・プリンセスと出会ってからは彼女と恋仲になるが、後に破局する。
世界崩壊後に生き延びた人間が暮らす島（始祖様の島）で父マーティンと母ミネルバの間に生まれたが、間もなく父の闇商売にまつわるトラブルに巻き込まれ、両親と離別する。後にウー大陸に流れ着き、ジェイクの両親に育てられる。帽子は島で医療に携わっていた「助ける者」の象徴で、母も生前は同じ帽子を被って医療業務に従事していた。
ジョシュアの遺書に従い悪魔の血の剣を手に入れるが、アイスキング達のいたずらにより失われる。代わりに草の魔法使いから草の剣を購入するが、呪いにより右腕と一体化しフィンの意思で自由自在に操れるようになる。後に悪人の流刑地シタデルから逃げる父を引き留めようとした際に右腕ごと失うが、女王蜂のフリージーによって右腕と共に回復する。一見完璧な人間の腕に見えるが、自由自在に茎を出すことが出来る腕となった。更に、夢の世界のフィンからできた白い剣を手に入れ、剣のフィンと呼んで愛用するが、盗賊プリンセスに盗まれ、取り返そうとした際に誤って草の剣で破壊してしまう。その後の120話でスーザンの頭に埋め込まれたチップが暴走し、スーザンの力に制限が効かなくなった際、フィンの右腕から出る茎で止めようとしたら右腕の茎も暴走し、フィンがその茎を止めようと茎を殴ると、茎は暴走するのを止め、フィンの隣に落ちていた壊れた剣のフィンの中に、茎がフィンの右腕ごと入っていき再度フィンは右腕を失う。その剣のフィンは変化を遂げ、フィンにそっくりな見た目の草、ファーンが登場することになる。
再び右腕を失ったフィンだが、バブルガムがフィンに作ってくれた義手によって右腕の代わりとなった。しかし、最終回では義手の右腕が建物と挟まって、取れ落ちてしまう。
なお、大人になったフィンも右腕は失ったままである。
ジェイク（Jake）
声：ジョン・ディマジオ/日：斎藤志郎
フィンの相棒で兄弟の黄色い犬で、年齢は30～40代。細かいことは気にしない性格で、体は魔法の力で自在に伸び、あらゆる姿に変形させられる。ユニコーンのレイニコーンと付き合っており、レイニコーンとの間に5人の子をもうける。『ミートボール』でビル・マーレイが演じたトリッパーが、ジェイクのキャラクターのモデルになっている。
自身と同じ黄色い犬の父ジョシュアと母マーガレットにより育てられるが、実際は変形能力を持つ全身青色の怪物に、ジョシュアが頭を噛まれた際に出来たたんこぶの中から生まれた。ジェイク自身の変形能力はその怪物のDNAに因るもので、ランピーの復元能力が働いたときにはその怪物と似た姿になる。
ビーモ（BMO）
声：ニキ・ヤング/日：池田果奈子
フィンたちと同居しているモシリーズ生体力学的携帯型ゲーム機テレビ。優しくて明るく、幼い子供のような言動をする。性別は設定されていない。ゲームの他にプリンターやプロジェクター等様々な機能が付いている。
元々はモーという男性により子守用に作られたが、モーは未婚のまま老いたため、ビーモを世界に送り出した。モーはビーモの他にも様々なモ機械を製作し、機械工場モコと呼ばれる（以前はヒューゴコープとして知られていた）で一緒に暮らしていたが、ビーモには特別な思いを込めて作られており、「愛するために作られたロボット」とモーは語っている。
それから千年間、ウーの王としてウー大陸を見守っている。長い年月が経っているため、最終話ではフィンの名前を間違え、フィン達との記憶を忘れかけていた。
コミック版では、最終話にゴルブから受けたダメージが原因で機能停止するが、ビーモを救うために過去から来たフィンとジェイクたちと千年後に再会する。。
プリンセス・バブルガム（Princess Bubblegum）
声：ペイジ・モス（パイロット版）、 ヒンデン・ウォルチ、 イザベラ・エーカーズ（幼児化時）/日：田中理恵
キャンディ王国を治めるプリンセス。自身を18歳（のちに19歳）と語るが、作中フィンらより遙かに長生きしている描写があり、実年齢は不明だが、海外版の本作のゲームによると827歳と述べられている。科学に精通し王国の問題解決に用いるが、非倫理的なものも多い。自らキャンディ王国を建国し、住民（キャンディピープル）も全て自分の科学技術により作りだした。魔法に対しては否定的な立場であったが、ペイシェンスにより自分も魔法を使えることに気付く。
雨で溶けて滴になったキャンディから産まれる。一緒に出来た大きな塊はネディという気弱なドラゴンとなり、弟としてバブルガムにより育てられる。後に王国を建てるため自身の技術で3人の親戚(ガムボルド、ローリーおばさん、チクル)を創り出すが、謀反を起こされ、一人で建国を続けた。
マーセリンとは親しい友人のような関係だったが、最終回の『冒険は続いていく』ではマーセリンとキスをして同性愛のカップルとして結ばれたことが判明した。
なお最終回が公開された2年後、動画配信サービス「HBO Maxで配信された『アドベンチャー・タイム：遥か遠い世界で（原題：Adventure Time: Distant Lands』の『固い絆』では、最終回から何十年か経った後の物語だが、バブルガムはマーセリンの家で同棲しており、未だ交際は続いている。
マーセリン（Marceline）
声：オリヴィア・オルソン、エイヴァ・エイカーズ（幼少時） /日：冠野智美、菊池こころ（幼少時）
1,000年生きているヴァンパイアクイーン。ただし、厳密に言えば、この世界の吸血鬼は物体から赤い色を吸い取っているため、イチゴなどから食事をとることも可能。
よくフィン達のことをからかう。太陽の光が苦手でベースギターを弾くのが好き。彼女も衣装のバリエーションが豊富。ツリーハウスを去ってしばらく後からフィンたちがツリーハウスに住みだしたため、一度は追い出そうとした。
マッシュルーム戦争により世界崩壊から間もない996年前にサイモン（現在のアイスキング）と出会い、幼年期（当時サイモンからはマーシーと呼ばれていた。しかし彼が王冠の力で正気を失い始めてからは彼女をG・ガンター（G. Gunter）と呼ぶ）を共に過ごした。しかし時を経て、王冠の呪いにより自我を失ったサイモンはマーセリンのことを忘れてしまい、愛ゆえのジレンマに陥った彼女は一時期、自分に近寄らないようアイスキングに対して警告をしていた。後にそのトラウマを克服してからは、アイスキングをプライベートのバスケへ誘うまでに仲が改善する。
ハンボ（Hambo）というぬいぐるみが大のお気に入りで、996年前サイモンと出会った際に、サイモンが幼いマーセリンを慰める為にプレゼントした。それ以来ずっとハンボを大切なぬいぐるみとしている。
アッシュ（Ash）（声：-/日：杉山紀彰）というボーイフレンドがいたが、彼がマーセリンの大切にしていたぬいぐるみのハンボを売ったことが原因で別れる（その後、アッシュはフィンとジェイクを利用してマーセリンから別れた時の記憶を奪い復縁しようと企てたが、二人の計らいにより失敗に終わる）。
ミニシリーズのマーセリンの秘密～ヴァンパイアの悲しき宿命～（原題：Stakes）（シーズン7、105話〜108話) では、マーセリンの幼少期やヴァンパイアとの対立など、マーセリンに焦点を当てたミニシリーズとなっている。
コミック版では、不老不死のマーセリンは千年後もビーモとともに生きているが、記憶が曖昧になっていて、そんな娘を心配する父によって未来に飛ばされたフィンやバブルガムと、千年後に再会している。
。
レディ・レイニコーン（Lady Rainicorn）
声：ディー・ブラッドリー・ベイカー（パイロット版）、ニキ・ヤング（TV版）/日：洪英姫
虹とユニコーンのハーフで、虹色のドラゴンのような姿をしている。プリンセス・バブルガムのおともで、ジェイクのガールフレンド。他の自種族と同様に、角から虹色い光線を放つことで物の色を変える能力を持っている。韓国語を話す。ジェイクとの間にそれぞれ両親の能力と個性的特徴のある5人の子供たちがいる。
ペパーミント・バトラー（Peppermint Butler）
声：スティーブ・リトル/日：太田哲治
プリンセス・バブルガムに仕える執事。擬人観されたミント飴である。『死の国へ行こう』でフィンたちを死の国へ案内したり、『ナイトスフィアの支配者』でハンソン・アバディーアと一緒に写真に写っていたりなど、謎が多い。
ガム戦争直前にガムボルドのキラキラジュースの魔法によって、幼児になってしまった。
ランピー（Lumpy Space Princess）
声：ペンデルトン・ウォード/日：太田哲治
コブコブ星の王女。紫色の小さな雲のような外見をしている。ティアラはなく、代わりに額に黄色い星がついている。頑固な性格で恋愛体質。
フィオナ&ケイクに登場するランピーは髭が生えている。
映画クラブに参加することを「一番幸せな時間」としており、フィンに存続を希望していた。
フィオナ&ケイクの熱狂的なファンで、原作者のアイスキングを誘拐し、自ら執筆した男版ランピー主役のオマージュ作品を無理やり披露した。
ミニシリーズの、元素の物語〜キャンディとスライムと炎と氷と～（原題：Elements）（シーズン10、128話B〜132話Aまで）では、四大元素の暴走事故が発生しウー大陸の住人が元素になってしまった際、ランピーはウー大陸の住人ではなくコブコブ星の住人であったため、唯一ランピーだけが元素の呪いにかからなかった。
ランピーの両親によると、コブコブの分子構造はウー大陸の化学や魔法の力を取り込むことができ、キャンディ、氷、炎、スライムのどの元素にも対抗できる強力なもので、今ある現実の姿を本来の姿を元に戻してしまうことができるため、それによって元素の呪いを解き、ウー大陸を救う救世主となった。
シナモンパン（Cinnamon Bun）
声：ディー・ブラッドリー・ベイカー/日：太田哲治
キャンディ王国の国民。不注意さが目立つ。
当初はバブルガムの元で働いていたが、フレイムと意気投合してからは共にファイアー王国でクーデターを起こし、以降彼女の家来としてファイヤー王国で暮らすようになる。
ツリートランク（Tree Trunks）
声：ポリー・ルー・リビングストン/日：中司ゆう花
林檎の森にすむ老いた象で、フィンたちとは親しい。アップルパイが大好き。
『ツリートランクの冒険』で一度は死んだかと思われていたが、実は「クリスタルの世界」に飛ばされていて、フィンとジェイクによって救出された。その後もたびたび登場している。
なお、原語版担当者であるポリー・ルー・リビングストンは原作者であるウォードの母親の友人である。
ブタと付き合うはるか以前には、オットセイを含めて5人の旦那が居たらしく、林檎農家になる前は貿易会社の社長や女海賊として活動していた。
P・ブタ（P. Pig）
声：ロン・リンチ/日：三木眞一郎
ツリートランクの恋人であるブタ。
フレイムプリンセス（Flame Princess）
声：ジェシカ・ディ・シコ/日：沢城みゆき
フレイムキング（Flame King）の娘で、フィンの新しいガールフレンド。
おてんばな性格で、手に触れた物を燃やしてしまう。怒ると炎の化け物に変身する。水が苦手。
バブルガムと失恋したフィンの代わりの恋人を探していたジェイクの適当な芝居の末にフィンと出会う。
『炎の復讐劇』にてお気に入りのキャンドルを通し、睡眠中にフレイムキングによってワルになるよう囁かれていることが判明した。
『やきもちプリンセス』において、バブルガムは彼女がフィンと付き合うと大事になることを明かし、交際に反対した。
『ファイヤー王国のおきて』ではシナモンパンと共謀してファイヤー王国でクーデターを起こし、かつてフレイムキングがプリンセスにしていた行為と同じように彼をランタンの中に閉じ込め、ファイヤー王国の主導権を奪った。それ以降は「正直なキング」として、ファイアー王国を治める。
ジャーメイン（Jermaine）
ジェイクの兄で、ジェイクの凶暴性について言及したことがあった。
実はジェイク誕生時はまだ母マーガレットのお腹の中にいた。
マーティン（Martin）
声：スティーヴン・ルート/日：仲野裕
宇宙の監獄要塞「シタデル」に囚われていた人間の男で、フィンの本当の父親。
父親に会えて喜ぶフィンとは裏腹に、マーティンは図々しくシタデルが崩壊する際に彼をおいて他の囚人と共に宇宙へ脱走を図り、それを止めようとしたフィンの右腕を引きちぎってしまう。
以降フィンからの恨みを買うも『彗星の正体』で宇宙船に乗って再登場した際は何事も無かったように父親らしくフィンに振る舞い、再び宇宙へと旅立った。
『ミネルバとマーティン』にて、彼の過去が明らかになった。
人間の島にいた頃は、「追う者」と「逃げる者」の両方と繋がって、犯罪行為をしていた。しかしその過程で、彼は間違えて「逃げる者」と判断されてしまい、その場から立ち去ろうとするも、カーラ（後のスーザン）によって両足の骨を折られ、病院送りになった。病院で彼の主治医となった女性が、後に彼と結婚し、フィンの母親となる「ミネルバ」だった。
ジェイムズ（James）
声：アンディ・メリル/日：佐藤せつじ
キャンディ王国の国民で、プリンセス・バブルガムに仕える。『ジェイムズ』にて初登場。荒野の谷底で有害な生き物から逃れる際、フィン達の囮になって死亡した。しかし、あらかじめバブルガムが彼の体の一部を採取していた為、一週間後にクローンとして復活する。
なお、この話の最後で、谷底からゾンビになったオリジナルのジェイムズが出て来て、他のゾンビと共にどこかへと向かっていた。
『ジェイムズII』ではオリジナルのクローンであるジェイムズ二世が密かに多くのクローンの自分を作り、彼らにバブルガムを守らせる名目で多くの勲章をもらっていた。
しかしクローンのことがバブルガムに露見すると、彼女はジェイムズたちをバナナガード（Banana Guards）に退治させようとした。その時、谷底からキャンディー王国に戻ってきたオリジナルのジェイムズが他のゾンビと共に王国を襲おうとした際、オリジナルのジェイムズの上にクローンのジェイムズが覆いかぶさり、バブルガムを守る。そしてその影響で体がくっついたジェイムズに、バブルガムは勲章を与えるとともに谷底で暮らすことを命じた。
ルートビア（Root Beer Guy）
声：ジャックペンダーヴィス/日：阪口周平
キャンディー王国の住人。『ルートビアの推理日記』では元々セールスの仕事をしていたが、バブルガム達が計画した偽の誘拐事件を解決したことでバナナガードの隊長になる。後にキャンディ王国が襲撃に遭い、命がけでバリアを張って殉職する。蘇ったキャンディーピープル（Candy People）の中で唯一蘇生しなかった。しばらくして、自身の墓場から「頭がマグカップ・体が泥」というゾンビ状態で復活。
タートルプリンセス（Turtle Princess）
声：スティーブ・リトル/日：佐々木啓夫
カメのプリンセス。図書館の管理が仕事。金髪。
ガム戦争・ゴルグ戦後にアイスガンターと結婚し、アイス王国に住む。
ワイルドベリープリンセス（Wildberry Princess）
声：マリア・バンフォード/日：慶長佑香
ワイルドベリーでできたプリンセス。驚くと体中の実が飛び散る。
ジョシュア（Joshua）
ジェイクの父で、フィンの養父にあたる。フィンを拾った時は彼を嫌がっていた。故人。
マーガレット（Margaret）
ジェイクの母で、フィンの養母にあたる。「ジェイクの誕生日」では、同僚の夫のジョシュアと探偵業を営み、腹の中のジャーメインを抱えきりで、控え気味なのに、男勝りな無茶ぶりするお転婆さがあって、性格としては冒険好きのフィンに似ている。息子のジェイクが生まれる少し前、仕事途中で夫の容態が悪化し、夫を襲った謎の怪しい怪物の毒を解毒する薬を採取しに洞窟へ行ったが、そこで赤ちゃん用具に囲まれた怪物の正体を知ってしまう。
ジェイクとの血縁関係はないが、彼女とジョシュアは、ジェイクの容姿容貌に酷似している為か、不思議な変身能力を持つ怪物のDNAから生まれたばかりのジェイクと、自分の腹を痛めて産んだジャーメインを、子どもたちが成人しても夫婦共々出生の秘密は伏せて育てることを決心する。故人。
ティファニー・オイラー（Tiffany Oiler）
声：Collin Dean/日：慶長佑香
第5話『二人とも大好き』で初登場。ドクタープリンセスと同じ緑がかった肌をしていて、フィンと同様の長い金髪、そして鼻の下にまばらなヒゲを生やしている。ジェイクが悪党時代の古い知り合いで、ジェイクがフィンを捨てて再び自分の親友になることを強く望んでいる。詩のような意味不明な独白を話すクセがある。第92話『歯を治そう』でフィンと一緒に冒険するが最後はミミズモンスターの女王に飲み込まれてしまう。第120話『起動前』では、フィンとは逆の左腕がロボットアームになってドクターグロスと共に再登場するが、最後はドクターグロスが乗ってきたマシンと一緒に爆発してしまう。生死不明であったがガム戦争・ゴルブ戦後には頭の半分をサイボーグ化させて登場している。

### ジェイクとレディ・レイニコーンの子供たち
T・V
性別は男、上半身は薄い紫、下半身は薄い虹色のボール型の体型で、濃い紫の袖無しジャケットを羽織っていることもある。
白い角の上に赤色のベレー帽を被り、母親と暮らす。無精髭らしきものが生えている。
キムキルワン
性別は男、体色はオレンジで同色のあごひげのようなものが生えている、顔は父似だが母と同じく体が長い。
不動産経営で茂み沢山の森の中に立派な家に住んでいる。妻子持ち。
真面目な性格でいつまでも自由奔放な生活を送る父を大人として成長させたい一心でツリーハウスを買収する等して対立するも、後に和解。
ヴィオラ
性別は女、ハート型の鼻、大きめの角に細身の体型と薄いオレンジの体色。腹にオレンジグラデーションの模様がある。金髪で羽のような尻尾。
子供時代の頭髪は金髪で根元から林檎のヘタのようなものが生えていたが大人になると水色の花の植物のようなものになっている。
舞台演劇の主演女優に夢を見ている一方で落ち着いた雰囲気もある女性。
チャーリー
性別は女、体色は薄めの黄色でジェイクにそっくりな体型で腹部に三重丸の模様がある。
前髪や尻尾は野生の馬のようなボサボサの金髪で角は大きめ。父を茶化す現代女子。
ジェイクジュニア
声：慶長佑香
性別は女、金髪のポニーテールでとげのような尻尾、フォークギターを背負い、ひょうたん型の体型に薄い虹色の縦縞の体色。
目と鼻はいくつかの波線ではっきりせず、口は割れ目のようで両親に顔は似ていない。子供達の中では一人だけ角が無い。

### 敵
アイスキング（Ice King）
声：ジョン・カーサー（パイロット版） 、トム・ケニー（TV版）/日：丸山壮史
本作のカートゥーン ネットワーク・ヴィランズ。氷山に囲まれたアイス王国の王で、1000年間生きている。冷酷な心の持ち主で、フィンたちを目の敵にしているが、仲良くしたいと思っていることもあり、時にはフィンと協力したり友好的な関係を持つこともある。
ガンター（声：トム・ケニー/日：丸山壮史）というペンギンのしもべがおり、しもべの中でも1番アイスキングが愛しているペンギンで、可愛らしい見た目と裏腹にだいぶ謎が多い。
『アイスキングの花嫁』でバブルガムらプリンセス達をさらいフィンに彼女たちを取り戻されたが、『ハートを奪われて』で彼のハートであるリカルディオ（Ricardio）（声：ジョージ・タケイ/日：丹沢晃之）がバブルガム主催のパーティーに現れた。
魔法の王冠によって氷の魔法を得意とするが、その王冠のせいで正気を失っている。多くのものからは頭がおかしいとみなされているがため、アイスキングは孤独と無理解に満ちた生活を送っている一方、国民であるペンギン（Penguins）たちとは信頼関係にある。
『素敵なクリスマス』では、アイスキングが持っていたビデオ映像から、彼がかつてサイモン・ペトリコフという名の人間だったことが明かされた。ビデオ映像の中で語るサイモンの話によると、彼は古い美術品の研究を行っており、ベティ（Betty）という名の婚約者もいた。しかし北の港で働く男から魔法の王冠をもらったことで彼の人生は一変。王冠を被り正気を失ったサイモンを見たベティは彼の元を離れ、そして彼自身の体温は徐々に下がり、皮膚も青くなっていったほか白鬚も生えていき、現在のアイスキングの姿になっていく様子が映し出されていた。また映像にはアイスキングが多くのプリンセスを誘拐するのは、かつての婚約者であるベティへの未練がある様子がうかがえ、さらに正気を失っていく自分が他人を襲うことへの許しを請う姿も映し出されていた。
最終回でゴルブに飲み込まれた際に胃の消化の影響で若返り、人間のサイモンに戻った。その後はアイス王国でアイスガンター、タートルプリンセスと住んでいる。時の部屋に行っていたりもした。
ガンター
声：トム・ケニー/日：丸山壮史
アイス王国に暮らすペンギン。アイスキングのお気に入りで、よく一緒に行動している。
卵を産んだことがあるため、性別はおそらくメス。
ちなみにガンターの産んだその卵からは、空が飛べ、レーザーを発射する、額に赤いハートの模様のあるピンク色の仔猫が生まれた。
正確な年齢は不明だが、アイスキングと出会ってから115年以上は経過している。
その正体は、かつて銀河系を支配していたオーガローグと呼ばれる巨大な化け物。
その脅威から火星の王とグロブ達によって倒され、地球に落下。そのさい、地球の重力によって体が押し潰され、ペンギンに似た姿になった。
ファーン（Fern）
声：Hayden Ezzy/日：皆川純子
剣のフィンから生まれたもう1人のフィンであり、草で出来ている。帽子を外すと長い髪が生えており、そこから花が咲いている。
剣のフィンが草の剣で破壊された際に『再起動』の最後のシーンで登場する。当初は自身の事をフィンだと思っていた。
フィンのように皆を救うヒーローになりたいが自分はフィンになれないというコンプレックスのような物を感じており『3つのバケツ』では、フィンを洞窟に閉じ込め、フィンに成りすましツリーハウスに戻ろうとした所でフィンに芝刈りで切られる。その後はガムボルドに緑の騎士として再生されガムボルドの味方となる。
ガムボルドおじさん（Uncle Gumbald）
声：フレッド・メラメッド/日：星野充昭
プリンセス・バブルガムの叔父。およそ800年程前に、バブルガムが弟のネディ以外にも家族が欲しくなり作られた家族。
バブルガム曰く「変わり者」であり妻のロリーおばさんからは「学ばない人」と言われている。
バブルガムに作られた当初は優しい叔父のふりをしていたが、バブルガムが中心となって王国が作られていくのに不満を感じ、ロリーおばさんとチクルと共にバブルガムにキラキラジュースという薬をかけキャンディーピープルにするという作戦を企てる。だがその後すぐにガムボルドおじさんはロリーおばさんとチクルを裏切りキラキラジュースをかけキャンディピープルにする。だがその時既に影でバブルガムはその光景を見ており、ガムボルドおじさんはバブルガムにもキラキラジュースをかけようとするもののバブルガムは自身の持っている武器で対抗し、ガムボルドおじさんにだけキラキラジュースがかかる。そしてパンチボールという、透明のグラスにピンク色の液体が入ったキャンディーピープルとなる。だが『救世主』のランピーの魔法で、キャンディーピープルからロリーおばさんとチクルと共に元の姿へと戻る。その後自分の王国を作り、バブルガムにガム戦争を申し込む。
ローリーおばさん（Aunt Lolly）
声：マリア・バンフォード/日：深水由美
ガムボルドおじさんらと同様、バブルガムに作られた家族の一人。
ガムボルドおじさんとチクルと共に、バブルガムにキラキラジュースという薬をかけキャンディーピープルにする作戦を企てている最中にガムボルドおじさんに裏切られ、チクルと共にキラキラジュースをかけられキャンディーピープルとなる。
キャンディーピープルの時はマンフリードという名前の馬の形をしたピニャータでバブルガムの城に吊るされていた。
ガムボルドおじさんらと同様、『救世主』のランピーの魔法で元の姿へと戻る。
チクル（Chicle）
声：トム・ケニー/日：水島大宙
ガムボルドおじさんらと同様、バブルガムに作られた家族の一人。
ガムボルドおじさんとロリーおばさんと共に、バブルガムにキラキラジュースという薬をかけキャンディーピープルにする作戦を企てている最中にガムボルドおじさんに裏切られ、ロリーおばさんと共にジュースをかけられキャンディーピープルとなる。
キャンディーピープルの時はクランチーというチョコチップクッキーの子供であった。
ガムボルドおじさんらと同様、『救世主』のランピーの魔法で元の姿へと戻る。
マジックマン (Magic Man)
声：トム・ケニー/日：上田燿司
皮肉めいたやり方で魔法を使って他人を陥れるのを好む魔法使い。『暗い橋の下で』にて初登場し、フィンの足を大きくして、彼をのけ者にさせるきっかけを作った。
『火星の子どもたち』で再登場した際、火星人であることが明かされた。
その後も複数の回に登場しており、自らの魔法でフィンとジェイクにいたずらを仕掛け、困らせている。
実は妻帯者であったが、妻の命をゴルブに奪われるという壮絶な過去を背負っており、上述した常軌を逸脱した奇行の数々も妻を失った事によるものである。
地球で出会ったベティーに魔力、狂気、悲しみを奪われ、正気に戻りノーマルマンになると、火星の王（キングマン）となり、火星を統治するようになる。最終話『冒険は続いていく（後編）』ではウー大陸にベティー、ゴルブの依代として捕らえていたマージャと共に登場し、ゴルブを儀式で召喚した。
リッチキング（Lich King）
声：ロン・パールマン/日：佐々木啓夫
マッシュルーム戦争が終わる前から生き続ける邪悪な魔法使いで、かつて世界を征服しようとし、ビリーによってキャンディ王国にある木の中の琥珀に閉じ込められた。
『愛は勝つ』で封印がとけ、世界に死をもたらそうとするが、『本当に愛は勝つ』でフィンに倒された。
以後はカタツムリに憑依して再び征服を試み、『振り返ればクマがいる』のラストシーンでは、フィンによってヒーローになるための本を与えられたクマ(Mr. Bear)からその本を受け取って復活への第一歩を進んだ。
『シタデル』において、時間の部屋で静止状態になっていると思われたが、部屋に眠れる老人（プリズモ(Prismo)の本体）が連れてこられたのとほぼ同時に覚醒、老人とプリズモを殺害し、シタデルへと運ばれシタデルの水晶の檻へと幽閉されたが、闇の魔法で水晶をとかして脱出。捕らえられていた宇宙の犯罪者たちをも解放し、シタデルを崩壊させた。闇の空間へと引きずり込んだフィンとの対決中、シタデルの監視兵の血を浴びせられ体に“命”を宿したことで赤ん坊（スイート・ピー）へと転生した。
ゴルブ（GOLB）
「無秩序の化身」と呼ばれる未知の存在。魔法の王冠よりも強いパワーを持っている。前々から話に少し出てくることはあったものの最終回の『冒険は続いていく（後編）』ではべティーにより重要なラスボスとして登場する。
無秩序の化身のため調和の象徴とも言える音楽が苦手であり、最終回ではその事が重要なキーとなっていく。
イモムシキング (King Worm)
声：エリック・エストラーダ/日：
『恐怖のヴァンパイア・クイーン』ラストにて初登場したイモムシ。催眠術のようなもので人を操ることができ、フィンたちを悪夢の世界へ閉じ込めた。手下の小さいイモムシ（Worms）も催眠術が使えるが、微弱な程度。
ミーモウ (Me-Mow)
声：/日：かないみか
『ジェイク対ミーモウ』にて初登場した、必殺お仕置き人組織「ゴア（GOA）」に所属する見習いの猫。
ワイルドベリー・プリンセスを標的に狙っていたがジェイクに発見されたため小さい体を利用して彼の鼻の中へ入り、毒の注射で彼を脅しつつジェイク自身にワイルドベリーを仕留めさせようとした。

### 反対の世界の住人
主要人物の性別が逆転した、"反対の世界"に暮らす人物たち。
『フィオナとケイク』にて初登場したときは、その回の内容自体がアイスキングのパロディ小説（原語版ではファン・フィクション）というオチがついたが、元々この回自体番組スタッフであるナターシャ・アレグリが1人のファンとして描いた二次創作"Fiona and Cake"が基になっている。
フィオナ（Fionna）
声：マドレーヌ・マーティン/日：半場友恵
反対の世界におけるフィン。
こちらはウサギの帽子をかぶった少女となっている。
ケイク（Cake）
声：ロズ・ライアン/日：真山亜子
反対の世界におけるジェイク。
ジェイクが黄色一色の犬だったのに対し、こちらはぶち模様の猫である。
プリンス・ガムボール（Prince Gumball）
声：ニール・パトリック・ハリス/日：小野大輔
反対の世界におけるバブルガム。
アイスクイーン（Ice Queen）
声：グレイ・デライル/日：三石琴乃
反対の世界におけるアイスキング。
マーシャル・リー（Marshall Lee）
声：ドナルド・グローヴァー（Donald Glover）/日：森川智之
反対の世界におけるマーセリン。初登場時はキャンディ王国の城内のパーティーに参加していた（この時はセリフは無かった）。
ロード・モノクロミコーン（Lord Monochromicorn）
反対の世界におけるレディ・レイニコーンで、全身がほぼ黒い。
レディ・レイニコーンが韓国語を交えて話すのに対し、こちらはヒヅメで地面をける形でモールス信号で会話する。
バタースコッチ・バトラー（ButterScotch Butler)
声：エル・ニューランド（Elle Newlands）/日：慶長佑香
反対の世界におけるペパーミント・バトラー。

### レモングラブ王国
レモングラブ伯爵（Earl of Lemongrab）
声：ジャスティン・ロイランド/日：岩崎ひろし
バブルガムが最初にレモンキャンディから作り上げた生物で、彼女からは失敗作とみなされている。強力な音波剣が武器。当初はキャンディ王国王位継承者第二位の座についていたが、のちに独立して自分の王国を築き上げる。
情緒不安定な性格で、幸せそうだったり、コミカルなものが許せず、キャンディ王国の市民と衝突することが多い。
『あんたのせいだ!』ではバブルガムによりもう一人の自分を与えられた。
レモングラブ伯爵2（Earl of Lemongrab 2）
レモングラブの弟として作られた存在。
レモンピープル（Lemon People）
レモン王国の国民。醜い姿をしている。
レモンジョン（Lemonjon）
レモンピープルの一人。
レモンホープ（Lemonhope）
声：/日：よのひかり
レモンピープルの一人。

### その他
カタツムリ（Mr. Snail）
声：なし
各エピソードのどこかに登場する小さなカタツムリ。見つけづらいところにいることもあるが、堂々として登場することがある。『愛は勝つ』でリッチに身体を乗っ取られた時は物語において重要な役割を果たした。反対の世界においても、見た目に違いは無い。
ビリー（Billy）
声：ルー・フェリグノ/日：矢尾一樹
アドベンチャー・タイムの世界で最も勇ましい勇者だった老人。洞窟で一人宝に囲まれて暮らしている。
パーティ・パット（Party Pat）
声：アンディ・サムバーグ/日：井上和彦
パーティー馬鹿グループのリーダーであるクマで、たとえ会場が巨人の腹の中だろうとパーティーを楽しむことを一番に考える。
XJ7-7 "スーザン"（XJ7-7 "Susan"）
声：Jackie Buscarino/日：青山桐子
『スーザン、君は誰?』で初登場した7シリーズサイボーグ少女。筋肉質な体格に反して臆病な性格。黒猫の被り物をしている。
本名は「カーラ·ストロング」「追う者｣としての識別コードは「XJ7-7」
キャンディランドの地下に仲間とともに暮らしていた。
元はビュートピアに住んでいたが、ラヴグラフという黒い不気味な怪物に奪われ、フィン達に助けを求めた。
仲間達はフィッシュピープルと言い、被り物の中身は、魚のような頭をしている。
元々は、「始祖様の島（ウー大陸からかなり離れた人間が住んでいる島）」に「追う者」（島から逃げ出そうとする人間を捕まえる役職）の1人として住んでいたが、行方不明となったフィンを見つけるため、飛行機で人間の島を出た際、島の番人に飛行機を破壊され、ウー大陸に墜落した。
その後、フィンがウー大陸を一時的に離れる旅に同行。あちこちの島を巡るうちに過去の記憶を取り戻し、カタコトの喋り方も治った。
始祖様の島にいた頃は、フリーダという親友がいた。
フリーダは島を出て外の世界へ旅立つことを望んでいたが、当時は島から出ることは禁止されていた。それでもフリーダはスーザンを説得し、共に島を逃げ出そうとするも直前にドクターグロスに見つかり、頭に埋め込まれたICチップに操られたスーザンに船を破壊され無理矢理、連れ戻されてしまった。
その後、スーザンは島から逃げだしたマーティンと赤ん坊のフィンを追い島を出ていき記憶喪失になったため、2人はずっと蟠りを残したままになっていた。
数年ぶりに島に戻り、フリーダと再会したスーザンは今後こそ共に島を出ようと約束し、2人は和解。フィン達が始祖様の島からウー大陸に戻るさい、ウー大陸には戻らず、フリーダと共に旅に出た。
ナッツ公爵（Duke of Nuts）
声：スティーブ・リトル/日：後藤哲夫
ナッツの屋敷にナッツ夫人と息子と暮らす既婚者。本人いわく、プリンを食べずにはいられない病気らしく、それが元でプリンセス・バブルガムに誤解され、快く思われていなかった。
ハンソン・アバディア（Hunson Abadeer）
声：マーティン・オルソン/日：大川透（代役：安原義人）
マーセリンの父で、魔界ナイトスフィアの支配者。血色の悪い痩せた吸血鬼の姿をしており、アミュレットにより悪魔の姿に変身できる。
『パパは魔王』ではフィンによってウー大陸に召喚され、住民の魂を全て吸い取ろうとした。
過去にマーセリンのポテトフライを食べてしまったため彼女から嫌悪されていたが、その時のマーセリンの想いを込めた歌を聴いて謝罪し、和解した。
『パパのやんちゃ娘』ではナイトスフィアの後継者をマーセリンに強いて、嫌がる彼女を騙し、アミュレットの力で無理やり悪魔に変身させたが、話の最後では再び和解した。
ザギオック (Xergiok)
声：デイヴィー・ジョンソン/日：佐藤晴男
『ゴブリンの王様』にて登場したゴブリン王国の国王。
ガミー (Gummy)
声：マイケル・J・アンダーソン/日：ヤスヒロ
ザキオックの執事で、規則にうるさい。
タルトトーター (Tart Toter)
声：スティーヴン・ルート/日：緒方賢一
『伝説のロイヤル・タルト』で初登場したキャンディ王国の住民で、勲章のついたサッシュをかけたジンジャーブレッドマンのような姿をしている。かつては王国の忠臣の一人であり、王国の行事で必要なロイヤル・タルト運びを任されるほどだった。高齢のためその職を解かれたにもかかわらず、行事の場に現れた。
その後も複数の回に登場しており、『俺はクッキープリンセス』で再登場した際は精神病院に入院中だった。
エイブラハム・リンカーン（Abraham Lincoln）
声：ペンデルトン・ウォード/日：多田野曜平
火星の王。パイロット版にて初登場し、「火星の子どもたち」で再登場を果たした。マジックマンに陥れられたジェイクに死刑判決を下し、誤りだと知り、自らの命と引き換えにジェイクを生き返らせた。ハンソンとの写真がある。
ローズリネン（Roselinen）
声：マンディ・シーグフリード/日：小林沙苗
『枕の国のフィン』で登場した枕の少女。この回ではフィン達が住む現実世界とは別の時間軸で進み、彼がローズリネンと結婚し、子供も生まれている。しかしフィンが現実の世界に戻ると、彼は枕の国での思い出をすっかり忘れていた。
モー（Moe/MO）
声：Chuck McCann/日：藤原貴弘
本名はモセフ・マストロ・ジョバンニ（Moseph  Mastro Giovanni）、66話『ビーモのルーツ』で初登場した。ビーモを始め、すべてのモ機械を制作したサイボーグ人物。砂漠にある1000年以上も前に建設されたモーコの地下深くでモ機械に囲まれて暮らしている。1000歳を超える老齢であり、臓器のほとんどはモコンピューターに置き換えられている。モーは自分の子供の相手をさせるためにビーモを作ったが、モーは結局女性と付き合うこともなく子供も持たなかったので、家族を見つけて欲しいという願いを込めてビーモを外の世界に送り出した。
109話『ビーモの成長』でビーモの前に作ったエイモ-ボーイ（AMO-Boy）に看取られ、故人となる。
その時、エイモに自身の魂とも呼べるバックアップ用メモリーディスクを宇宙に打ち上げてほしいと遺言を残すも、エイモの妨害によって実現されなかった。ディスクはエイモを倒した後、ビーモの手に渡る。
ちなみに109話の回想シーンでは、ファイアー王国を守るファイアージャイアント、および火星の都市を設計しているモーの姿が一瞬だけ写っている。
ブリージー（Breezy）
声：アッシュリー・バーチ/日：清水理沙
『ブリージー』で登場した雌の蜂。当初は引きちぎられたフィンの右腕に咲いていた花につられて彼に近づいたが、フィンと交流を深めるうち、彼に好意を持つようになる。しかしフィンが他の蜂に襲われた際、ローヤルゼリーを飲んで女王蜂になり彼を助けるも、フィンからその容姿を拒否され、傷つき彼の前から去ってしまう。その後、なかなか右腕の花が元気にならないことに悩んでいたフィンの前に再び現れたブリージーは、彼にパワーを与え、右手を元に戻してあげた。
ミネルバ・キャンベル（Minerva Campbell）
声：Sharon Horgan/日：山口由里子
マッシュルーム戦争を生き残った人類が住む「始祖様の島」の医師（助ける者）でフィンの実の母親。島に蔓延した伝染病から人々を救おうと本人が倒れる直前に記憶をコンピューターに移植し、肉体は既になくなってしまったが、自身をコピーした複数のミネルバロボが島民の生活を助けている。フィンが赤ん坊のころから被っている白い帽子は、ミネルバの「助ける者」の象徴である白い帽子と同じ形をしている。
ドクターグロス（Dr. Gross）
声：Lennon Parham/日：田中敦子
第120話『起動前』で初登場したマッドサイエンティスト。異なる生物同士のハイブリッドやサイバネティックスの研究をしていて、本人も全身をサイボーグ化している。第126話、127話の回想シーンにも登場し、「始祖様の島」を脱走したマーティンとフィンを捕まえるため、「追う者」であったスーザンを向かわせた。その後、自分たちが住む島に致死性の伝染病を誤って伝播させてしまう。自分の考えを歌で説明することを好む。96話『恋する宇宙フクロウ』、138話『最初の事件』に登場する時計グマはドクターグロスが作り出した生物。
ベティ（Betty Grof）
声：Lena Dunham、Felicia Day/日：木下紗華
アイスキングが人間だったころの婚約者で、アイスキングを元のサイモンに戻そうと奮闘する。マジックマンの魔法、狂気、悲しみを吸収し、大きな力を得るが、最後はアイスキングとフィンを助けるためにゴルブの体内に残り、ゴルブと一つに融合してしまう。
ペイシェンス・セント・ピム（Patience St. Pim）
声：Lauren Lapkus/日：雨蘭咲木子
アイスキングと同じ氷エレメント精霊で青い肌をした王女。マッシュルーム戦争から逃れるため氷で作ったシェルターに避難していたがアイスキングの城の地下で発見された。

## 舞台
ウー大陸（Land of Ooo）
物語の舞台。様々な王国がある一方、氷漬けになったビジネスマンのゾンビといった旧文明の遺産もある。
また、インターネットの使用も可能であり、ウー大陸のある惑星の上では人工衛星が飛んでいる。
#設定も参照。
グリーン・フィールド（Grass Lands）
フィンたちの自宅がある場所。広大な緑の丘が広がっている。
キャンディ王国（Candy Kingdom）
砂糖でできたお菓子たちが暮らす場所。プリンセスバブルガムが即位している。
魔法の神殿（Magic Temple）
アイス王国（Ice Kingdom）
アイスキングの支配する氷の世界。
ファイヤー王国（Fire Kingdom）
フレイムキングの支配する炎の世界。ここに住む者は皆ワルで、キング自身も王を殺めて王座を奪い取っている（『炎の復讐劇』ではその王の子供から復讐されそうになった）。
国民など炎に耐性のある者以外は生身で王国に入ることはできない。
レッドロックの崖（Red Rock Pass）
クラウド王国（Cloud Kingdom）
コブコブ星（Lumpy Space）
ランピーが治める惑星。大地のほとんどがコブコブで浮遊しており。落ちると宇宙の果てまで落下する。
コブコブ人以外の者がコブコブ人に噛まれるとコブコブ人になり、この星に移住することもある。
火星（Mars）
エイブラハム・リンカーンが王として治める惑星。
クリスタル・シタデル（Crystal Citadel）
宇宙にある監獄。

## スタッフ

### メインスタッフ
- 原作 / 総監督 - ペンデルトン・ウォード
- 監督 - ラリー・レイックリター（シーズン1 - シーズン5）[78]→各話リスト参照
- シリーズ構成 - クレイグ・ルイス（シーズン1）、メリウェザー・ウィリアムズ（シーズン1 - 2）、マーク・バンカー（シーズン2 - 3）、ケント・オズボーン（シーズン4 - ）
- ストーリーボードスーパーバイザー - ネイト・キャッシュ
- アートディレクター - ニック・ジェニングス
- リード・キャラクターデザイン - フィル・リンダ（シーズン1 - 2）、アンディ・リステイノ（シーズン3 - ）、マット・フォルシス（シーズン5 - ）
- キャラクター&プロップデザイナー - ナターシャ・アレグリ、トム・ハーピッチ、アンディ・リステイノ、マット・フォルシス、ミシェル・シン、他
- 背景デザイン - ゴーストシュリンプ、サンティノ・ラスケーノ
- 編集 - ポール・ダグラス
- 音響監督 - キース・ファーレイ（1話 - 6話）→コレット･サンダーマン（6話 - ）
- 音楽 - ケイシー・ベイシッチス、ティム・キーファー（シーズン2 - ）
- プロデューサー - ケリー・クルーズ
- 製作総指揮 - フレッド・セイバート（英語版）、デレク・ドライモン（シーズン1）
- アニメーション制作 - フレドレター・スタジオ、カートゥーン ネットワーク・スタジオ
- アニメーション協力 - セロム･アニメーション、同友アニメーション、ラフ・ドラフト・コリア、ハンホ興業、サイエンスSARU
- 製作 - カートゥーン・ネットワーク

### 日本語版スタッフ
- 演出 - 甲斐樹美子
- 翻訳 - 白石京子
- プロデューサー - 末次信二、佐藤智子
- 日本語版制作 - カートゥーン ネットワーク、ブロードメディア・スタジオ

## 主題歌
オープニングテーマ「Adventure time」
歌：ペンデルトン・ウォード、ケイシー・ベイシッチス/朴ロ美、斉藤志郎
エンディングテーマ「Island Song」
歌：アシュレイ・エリクソン

## 各話リスト

### パイロット版
| タイトル       | 絵コンテ               | 演出                                                             |
| -------------- | ---------------------- | ---------------------------------------------------------------- |
| Adventure Time | ペンデルトン・ウォード | ラリー・レイックリター ヒューゴ・モラリス ペンデルトン・ウォード |

### 本放送版
話数において、カッコ内は原語版での話数を示す。なお、"Story"を原案、"Written&Storyboard"を脚本・絵コンテ、"Director"を演出として表記する。ただし、シーズン5の各話タイトルより、ラリー・レイックリターの降板と共にDirector表記が廃止され、"Supervising Director"が表記されるようになったため、本項目もこれに倣い"Supervising Director"を「監督」として表記する。

### 備考
- 日本語版では、第8話Bパート「僕のおくびょう神」の冒頭において東北地方太平洋沖地震の影響からか「おおきななみのばめんがあります ごちゅういください」のテロップが挿入された。DVDではテロップは掲載されていない。
- 第63話Aパート「シーッ!」の終盤において、本作でストーリーボード（絵コンテ）やリヴィジョニスト等で携わっていたアニメーター、アルメン・ミルザイアンの死去に伴う追悼メッセージが挿入された[79]。
- 2020年の途中から、第20話、第125話が放送リストから外されている。2023年4月から再開。
- 2022年7月22日にBlu-rayで発売された『アドベンチャー・タイム 遥か遠い世界で（原題：Adventure Time: Distant Lands）』の発売元は、松竹からワーナー・ブラザース ホームエンターテイメントに変更された[注 1][85]。

### 「僕の大切なもの」に対する論争
第3シーズン第32話『僕の大切なもの』は、プリンセス・バブルガムとマーセリンの間に同性愛の関係があったことをにおわせる描写があったのではないかという議論が巻き起こった。
製作元のフレドレター・スタジオは舞台裏ビデオで、二人の間にそのような関係があったことをほのめかしていることと、脚本スタッフがファン活動からインスパイアを受けていることを明らかにしたことで、この論争はさらに激しくなった。
番組の製作総指揮であるフレッド・セイバートがその舞台裏ビデオの中で、「我々はファンの憶測や刺激の強いファンアートに対して夢中になっており、皆さんにもそれを楽しんでいただきたいと思ったのですが、ちょっとやりすぎました」と発言したことにより、論争はより過熱した。その結果、すぐにその回の予告動画を含む全ての動画と、アドベンチャー・タイムのチャンネルがYoutubeから削除されたが、『僕の大切なもの』自体の再放送は続いている。
だが、動画の削除および今回の騒動に対する製作者側の行動に対しても非難はあり、雑誌Bitchは「女性の、あるいは女性の同性愛的な願望が、複雑かつ繊細な表現で（著者に言わせれば）実によく描かれている。だが、動画の削除および今回の騒動に対する製作者の対応は、子供番組における同性愛への寛容に対して有害な行動である」と書いている。
原作者のウォードはこの騒動に対しては中立の立場をとっており、「ネットは過激な主張に満ちており、今回の騒動はあまりにも大きいので、僕はコメントを控えます」と話している。
なお、バブルガムとマーセリンの同性愛関係は、アニメ版の最終話で明確に描写され、その2年後に動画配信サービス「HBO Max」で配信された『アドベンチャー・タイム 遥か遠い世界で（原題：Adventure Time: Distant Lands）』の『固い絆』では、過去に2人が破局した原因となるシーンがあり、アドベンチャー・タイムの1話の時系列よりも前に2人が恋人だったことは事実となった。

## 受賞歴
| 受賞年 | 賞                               | 部門 | 対象                 | 結果       |
| ------ | -------------------------------- | --- | -------------------- | ---------- |
| 2010年 | プライムタイム・エミー賞         | 短編アニメーション部門                                                                                             | アドベンチャータイム | ノミネート |
| 2011年 | アニー賞                         | 最優秀子供向けアニメーション部門                                                                                   | アドベンチャータイム | ノミネート |
| 2011年 | プライムタイム・エミー賞         | 短編アニメーション部門                                                                                             | アドベンチャータイム | ノミネート |
| 2012年 | アニー賞                         | 最優秀テレビアニメスペシャル部門（Best Animated Special Production）                                               | 「ありがとう」       | ノミネート |
| 2012年 | アニー賞                         | 最優秀ストーリーボード部門（Best Storyboarding in a Television Production）                                        | レベッカ・シュガー   | ノミネート |
| 2013年 | ゴールデン・リール賞             | 音響・カメラ・ダイアログADR（テレビアニメ）部門（Sound Effects, Foley, Dialogue, and ADR Animation In Television） | 「バトルの鬼」       | 受賞       |
| 2013年 | プライムタイムエミー賞           | アニメーション個人部門審査員賞                                                                                     | アンディ・リステイノ | 受賞       |
| 2013年 | 英国アカデミー児童映画賞         | 外国作品部門 | アドベンチャータイム | 受賞       |
| 2014年 | アニー賞                         | 最優秀賞 子供向けTV部門                                                                                            | アドベンチャータイム | 受賞       |
| 2014年 | アニー賞                         | 声優賞 | トム・ケニー         | 受賞       |
| 2014年 | ライセンシング・オブ・ザ・イヤー | ライセンシング・エージェンシー賞                                                                                   | アドベンチャータイム | 受賞       |

## ゲーム

### 家庭用ゲーム
『アドベンチャー・タイム ネームレス王国の3人のプリンセス』（アドベンチャータイム ネームレスおうこくのさんにんのプリンセス、Adventure Time: The Secret of the Nameless Kingdom）は、バーグサラ・ライトウェイトより2016年12月15日に発売されたゲームソフト。
本作は2014年にアメリカで発売されたAdventure Time: The Secret of the Nameless Kingdomの日本語版。
吹き替えにはアドベンチャータイム日本語版のキャストが起用されている。
オリジナルの開発を手掛けたのはシャンティシリーズを手掛けているWayForward Technologies。
ジャンルはゼルダシリーズのような見下ろし型2Dアクション・アドベンチャーである。